# Greenwich (DLR)
Pour les articles homonymes, voir Greenwich.
Greenwich (en anglais : Greenwich DLR Station), est une station de la branche sud de la ligne de métro léger automatique Docklands Light Railway (DLR), en zones 2 et 3 Travelcard. Elle donne sur la Greenwich High Road, quartier de Greenwich, dans le borough royal de Greenwich sur le territoire du Grand Londres.

## Situation sur le réseau

Plan de la ligne du métro léger DLR.

Située en surface, Greenwich est une station de la branche sud de la ligne de métro léger Docklands Light Railway. Elle est établie entre les stations Cutty Sark, au nord, et Deptford Bridge, en direction du terminus sud Lewisham,. Elle est en zone 2 et 3 Travelcard.
La station dispose de deux voies encadrées par deux quais latéraux. Elle est située en parallèle et à proximité des plateformes de la gare de Greenwich.

## Services aux voyageurs

### Accès et accueil
Donnant sur la Greenwich High Road, la station est accessible aux personnes à la mobilité réduite.

### Desserte
Greenwich est desservie par les rames des relations Stratford -  Lewisham aux heures de pointe, et Bank - Lewisham,.

Installations et desserte
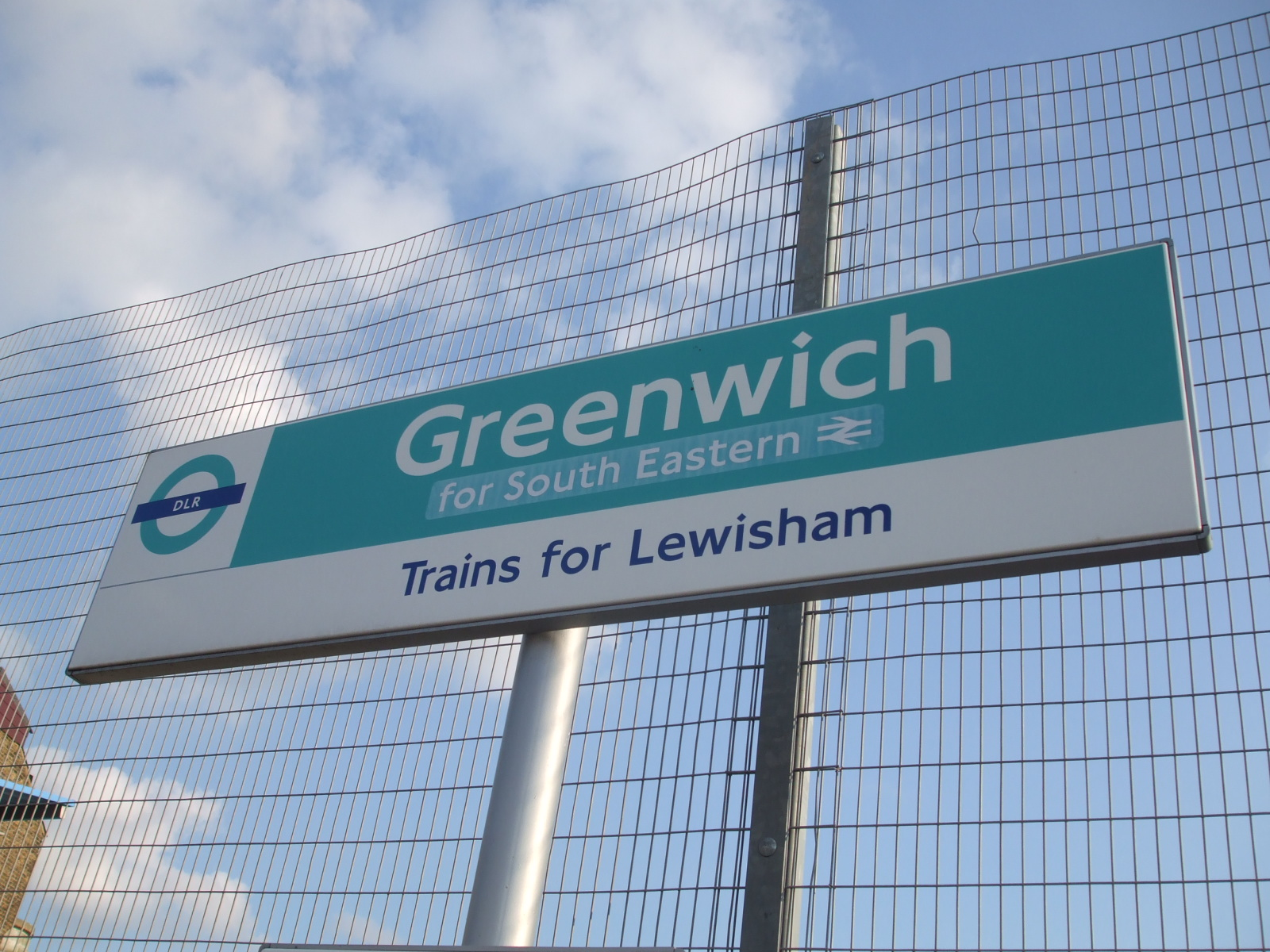
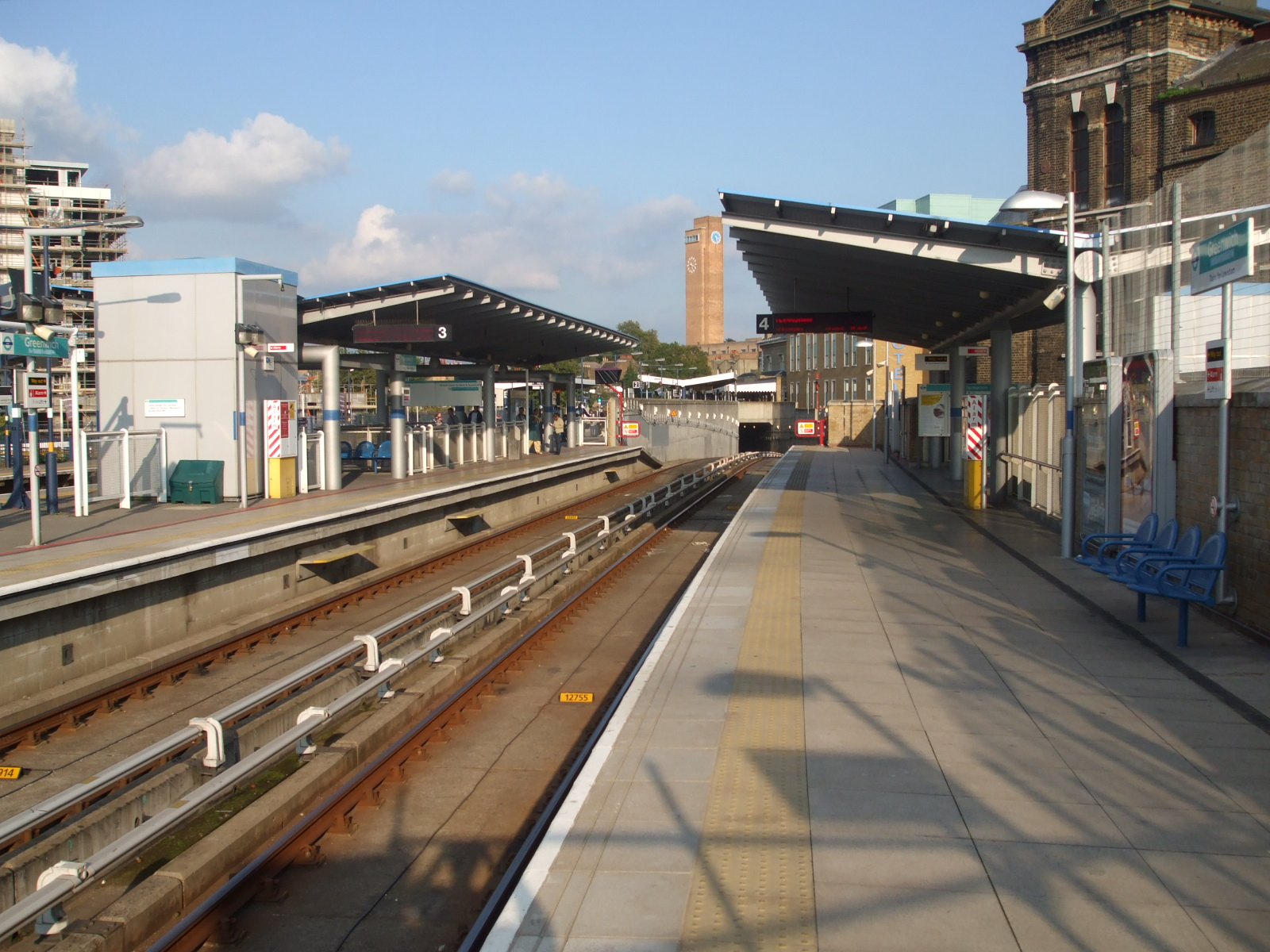
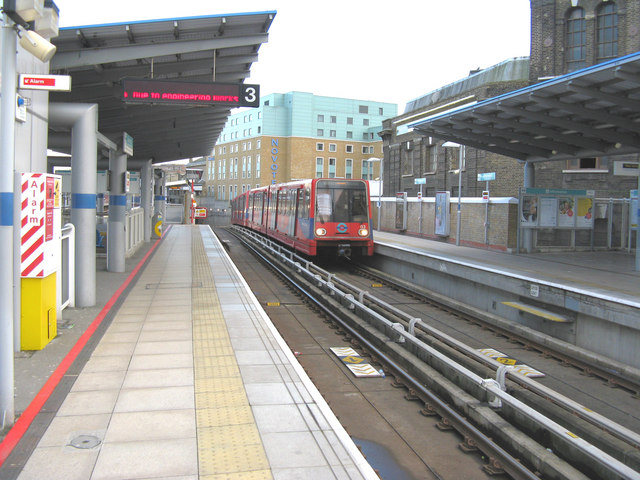

### Intermodalité
La station est desservie par les Autobus de Londres des lignes : 177, 180, 199, 386 et N199.

## À proximité
- Greenwich